# Buckingham Island
Buckingham Island är en ö i Kanada.   Den ligger i territoriet Nunavut, i den norra delen av landet, 3 600 km norr om huvudstaden Ottawa. Arean är 137 kvadratkilometer.
Terrängen på Buckingham Island är platt. Öns högsta punkt är 141 meter över havet. Den sträcker sig 13,1 kilometer i nord-sydlig riktning, och 14,1 kilometer i öst-västlig riktning.
Trakten runt Buckingham Island består i huvudsak av gräsmarker. Trakten runt Buckingham Island är nära nog obefolkad, med mindre än två invånare per kvadratkilometer.